# Vihuela española
La vihuela es un instrumento de cuerda pulsada con forma parecida a la de la guitarra y normalmente tiene seis órdenes, cinco de dobles y uno de simple en la primera cuerda. Alcanzó una gran popularidad durante el Renacimiento en España y Portugal y, en menor medida, en Italia, durante el siglo XVI. En España y Portugal prosiguieron con el laúd, que era el instrumento más popular en ese período en el resto de Europa.

## Descripción del instrumento
La vihuela es un instrumento cordófono en forma de 8, parecida a la guitarra actual, utilizada en todos los estratos sociales (la guitarra era usada preferentemente por las clases más bajas).[cita requerida] La iconografía española del siglo XV, así como algunas fuentes italianas, portuguesas y japonesas, muestran vihuelas con escotaduras laterales del tipo violín. Su fondo podía ser plano, abombado o acanalado. Cuenta con seis o siete órdenes (pares) de cuerdas (aunque hay fuentes que mencionan hasta ocho) que posiblemente se afinaban al unísono, aunque no hay pruebas concluyentes al respecto. Las cuerdas eran de tripa, ya que las cuerdas entorchadas con metal no aparecieron hasta mediados del siglo XVII. Su tamaño y variación eran variables. Generalmente es aceptado[¿por quién?] que la primera cuerda era simple, al igual que la "chanterelle" del laúd, si bien hay vihuelistas que actualmente usan todos los órdenes dobles.

## Historia
La vihuela alcanzó su máximo esplendor en la península ibérica durante el siglo XVI, en un ambiente cortesano, y bajo el amparo de las capillas musicales de reyes y nobles. Su ámbito no quedó reducido a la península, teniendo en cuenta los continuos viajes de los reyes Carlos I de España y V de Alemania y Felipe II de España (y, consecuentemente, sus capillas musicales) por toda Europa; el instrumento también cruzó el océano y llegó al Nuevo Mundo, como lo demuestran los libros de cargo y las Ordenanzas de Violeros de la Ciudad de México en 1568. Los inventarios de instrumentos musicales en las cortes españolas (Reyes Católicos, María de Hungría, Palacio Real) demuestran una clara presencia del laúd, que en España era conocido como vihuela de Flandes; la convivencia de ambos instrumentos en las capillas españolas del siglo XVI está plenamente demostrada por la documentación de la época, que muestra a músicos como Martín Sánchez sirviendo como laudista a Juana la Loca.[cita requerida]. En 1441 Alfonso el Magnánimo, rey de Aragón, Sicilia y Cerdeña conquista el reino de Nápoles. Desde ese momento la corte napolitana se constituye como una de las más refinadas de Europa. Es de ese período que es probable que muchos violeros aragoneses introdujeron la vihuela en tierras italianas y se popularizara su uso a nivel cortesano.[cita requerida]

## Interpretación de la vihuela española

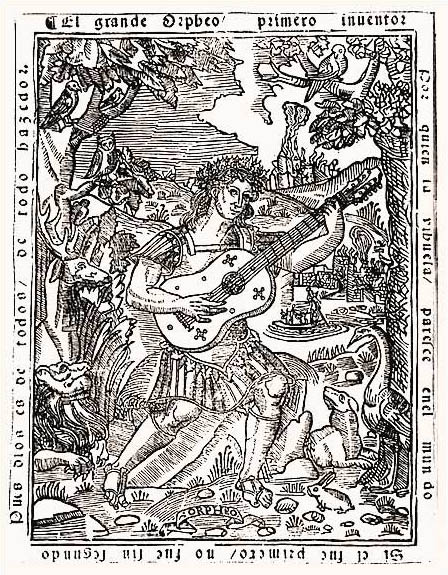
Orfeo tocando una vihuela. Imagen de El Maestro de Luis de Milán.

El compositor del Renacimiento Alonso Mudarra era muy celoso de la interpretación de sus piezas. Emilio Pujol hizo la introducción y un estudio del libro de Mudarra  Tres libros de música en cifra: para vihuela (Sevilla, 1546) y en él específica que este compositor renacentista no permitía ni ornamentos ni glosas (a diferencia de lo que ocurría con las composiciones para tecla).
El compositor Enríquez de Valderrábano dejaba en sus composiciones que el intérprete pudiese improvisar según sus habilidades técnicas; así lo redacta él en su libro llamado Silva de sirenas, en cuyo prólogo él escribe “no puse glosa en todo lo de compostura por que mejor y con menos dificultad se pueda tañer y cada uno glose según su mano, y por que la música que ahora se compone lleva tanto contrapunto que no sufre glosa, aunque en algunos puse la que convenía como nuestra para los que quisieran tañer”.

## Instrumentos originales conservados
Sólo se han conservado tres ejemplares que pueden considerarse con toda seguridad vihuelas:
- la vihuela "Guadalupe", que se conserva en el Museo Jacquemart André de París;
- la vihuela "Chambure", exhibida en la Cité de la Musique (E.0748), también en París;
- la vihuela de Quito, que se conserva en la Iglesia de la Compañía de Jesús, en Quito; se trata de una reliquia de Santa Mariana de Jesús.

Otros instrumentos que podrían ser vihuelas:
- un instrumento construido por Belchior Dias en Lisboa, en 1581; se exhibe en Londres, en el Royal College of Music; los especialistas[¿quién?] difieren sobre si este instrumento es una vihuela, una guitarra renacentista o una guitarra barroca (ya que este instrumento tiene cinco órdenes).

## Libros y manuscritos de vihuela
Los libros de vihuela del siglo XVI que han sobrevivido, son los siguientes, en orden cronológico:
- El Maestro, de Luis de Milán (Valencia, 1536)
- Los seys libros del Delphin, de Luis de Narváez (Valladolid, 1538)
- Tres libros de música en cifra para vihuela, de Alonso Mudarra (Sevilla, 1546)
- Silva de Sirenas, de Enríquez de Valderrábano (Valladolid, 1547)
- Libro de música de vihuela, de Diego Pisador (Salamanca, 1552)
- Orphénica Lyra, de Miguel de Fuenllana (Sevilla, 1554)
- El Parnaso, de Esteban Daza (Valladolid, 1576).

Entre las escasas fuentes manuscritas que se han conservado se encuentran:
- Manuscrito Marineo Siculo. Fragmento descubierto dentro de un ejemplar de Epistolarum familiarum libri decem et septem de Lucio Marineo Siculo (Valladolid, 1514). Contiene una obra sin finalizar. Es posiblemente la tablatura más antigua que se ha conservado para vihuela.
- Manuscrito adosado a Silva de Sirenas
- Manuscrito de Simancas
- Ramillete de flores o colección de varias cosas curiosas (1593) (Madrid, Biblioteca Nacional, Mss/6001)
- Manuscrito Barbarino (Cracovia, Biblioteka Jagiellońska, Mus. ms. 40032)
- Livro donde se verán Pazacalles de los ocho tonos i de los, trasportados, i así mesmo, Fantazias ... para Biguela hordinaria ..., de Antonio de Santa Cruz (entre 1633 y 1640?) (Madrid, Biblioteca Nacional, M/2209)

Además estos siete libros impresos y a las pocas obras manuscritas citadas, los siguientes libros están relacionados con la vihuela:
- De inventione et usu musice, de Johannes Tinctoris (Nápoles, entre 1480 y 1487?)
- Intavolatura de viola o vero lauto. Libro Primo/Secondo de la Fortuna, de Francesco Canova da Milano (Nápoles, 1536)
- Declaración de instrumentos musicales, de Juan Bermudo (Osuna, 1555)
- Libro de Cifra Nueva para tecla, arpa y vihuela, de Luys Venegas de Henestrosa (Alcalá de Henares, 1557)
- Dialogo quarto di musica. Dove si ragiona sotto un piacevole discorso delle cose pertinenti per intavolare le opere di Musica esercitarle con viola a mano over Liuto..., de Bartholomeo Lieto Panhormitano (Nápoles, 1559)
- Arte de tañer Fantasía para tecla, arpa y vihuela de Tomás de Santa María (Valladolid, 1565)
- Obras de Música para tecla, arpa y vihuela, de Antonio de Cabezón (Madrid, 1578)